# 虎溪山一号汉墓
虎溪山一号汉墓又稱沅陵虎溪山1号汉墓、湖南虎溪山一号汉墓，是位於中華人民共和國湖南省沅陵縣沅水和酉水交匯處虎溪山的一個西漢時代的墳墓，墓主人是長沙王吳臣之子第一代沅陵侯吳陽。吳陽於前187年受封沅陵侯，去世於前162年。虎溪山一号汉墓在考古人員挖掘前未被盗掘。1999年6月至9月，湖南省文物考古研究所對該墳墓進行挖掘。該墓上大部分封土已被破壞。棺椁结构为一个椁室加一棺和两个外藏椁。該墓墓室密封程度不嚴，导致棺椁及耳室全部坍塌，棺、椁壁板變形並且合在一起，漆木器破坏严重，考古人員也未找到服饰及墓主骨骸。
该墓出土约千枚竹简，共3万多字，内容可分为黄簿、美食方、閻昭（日书）三大类。黄簿记载了沅陵侯国所属各乡的户口人数。美食方主要記載做饭和做菜方法。閻昭记录了历史事件以及占算。